# Milán (apellido)
Milán (también en las variantes "Milanese", "Milanesi", "Milano" y "Milani") se trata de un antiguo apellido, relativamente frecuente y repartido por España, nacido, en buena parte, de una variante del Millán, apellido procedente del antiguo nombre personal castellano Millán, derivado a su vez del nombre latino Aemilianus. 
Como es obvio, este apellido es típicamente lombardo, aunque tiene una cierta difusión en Piamonte, Emilia y Toscana y apariciones más esporádicas en toda Italia. Además de estar muy extendido en el parche de leopardo en toda Italia, "Milanesi" en el centro norte, con una concentración máxima y masiva en Lombardía, "Milani" extendido por todo el norte de Italia y Milán , especialmente presente en el sur y en la parte occidental del norte de Italia. Estos apellidos se derivan del topónimo Milán. Encontramos el rastro de esta cognominización en la segunda mitad de 1500 con el obispo de Bérgamo Gianbattista Milani.
No obstante, también puede proceder Milán del nombre personal de origen germánico Milan, derivado de la ráiz gótica « mil- », “bueno, generoso”. 
El apellido en España se registra sobre todo en las prov. de Barcelona, Almería, Alicante y Madrid con asientos menores en las de Valencia, Asturias, Las Palmas, Valladolid  y Murcia, entre otras.
En el Archivo General Militar de Segovia, se guardan los expedientes de los oficiales: Antonio Milán, Alférez de Navío, 1818.; Juan De Milán Aragón, Infantería, 1712; Sebastián Milán de Borbón , Infantería, 1808; José Milán, Artillería, 1866; José Milán y Navarrete. Cuerpo Jurídico, 1843, y Ricardo Milán del Toro , Cadete de Infantería, 1855.

## Armas
El “Repertorio de Blasones de la Comunidad Hispánica” recoge, en primer lugar: En campo de oro, un milano de sable, pasante. Otros traen escudo cuartelado: 1.° y 4.°, en campo de oro, un milano de sable, y 2.° y 3.°, en campo de plata, un león rampante de gules, coronado.

## Simbología de las armas

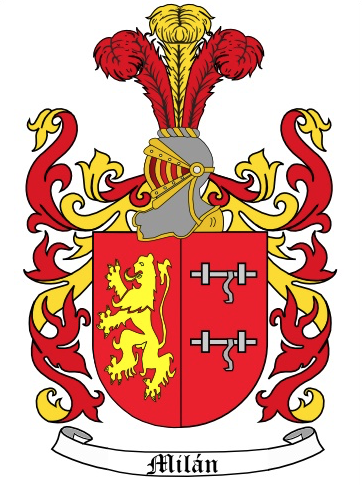
Heráldica MILÁN "Todos los que llevamos el apellido Milán gracias a nuestros antepasados y nuestros herederos. Quien diseña honestamente su futuro, ilustra ejemplarmente su pasado"

Teniendo en cuenta la indumentaria que en la Edad Media vestían los caballeros en la batalla (armadura, celada, etc.), y que los hacía irreconocibles, resultaba necesario buscar un método de identificación y distinción entre los contendientes, que fuera revelador, preciso y rápido a una cierta distancia. De ahí surge la fórmula de exhibir en sus escudos tinturas, emblemas, etc., que los diferenciase de forma inequívoca y singular en el campo de batalla.Por eso la simbología heráldica, en su origen, buscaba formas y colores que fuesen notorios y permitiesen distinguir a sus portadores de un golpe de vista. Tal vez es exagerada la tendencia de algunos autores de dar significado o contenido a todos los emblemas (piezas, muebles, etc.) y esmaltes heráldicos, aun así hay varios tratados que estudian la simbología de los blasones de forma muy exhaustiva, entre ellos: "Ciencia Heroyca", de Don José de Avilés. Año 1725; y "Adarga Catalana", de Don Francisco Xavier de Garma y Duràn, en el año 1753. 
Por las Leyes de la Heráldica, cuantos lleven el oro en sus escudos están obligados a hacer el bien a los pobres y a defender a sus príncipes, péleando por ellos hasta su última gota de sangre. 
El oro simboliza el topacio. En las armerías de los reyes se le llama "sol", en las de los nobles con título de Duque, Marqués, Conde, etc, "topacio" y en el de la nobleza en general "oro". En su relación con los astros el oro es el Sol; de los doce signos del Zodiaco, Leo; de los elementos, el fuego; de los días de la semana, el domingo; de los meses del año, julio; de los árboles, el ciprés y de las flores, el girasol; de las aves, el gallo; de los cuadrúpedos, el león y de los peces, el delfín.
La plata en las armerías recibe el nombre de Luna, en lo que se refiere a las de los soberanos; en las de los títulos, perla, y en las de los restantes nobles, plata; significa blancura, pureza, y los que la llevan en sus armas están obligados a defender a las doncellas y amparar a los huérfanos. La plata significa en su correspondencia con las piedras preciosas la perla. De los astros, la Luna; de los signos del Zodiaco, Cáncer, y de los elementos, el agua; de los días de la semana Ana, el lunes; de los meses del año, los de enero y febrero; de los árboles, la palmera; de las flores, la azucena; de las aves, la paloma; y de los animales, el armiño.
El color rojo, denominado en Heráldica, gules, simboliza el valor, la intrepidez y la valentía. Aquellos que llevan este color en sus blasones tienen la obligación de socorrer, amparar y defender, a los injustamente oprimidos. Representa al rubí, y en lo que se refiere a los signos del Zodiaco corresponde a Marte, Aries y Escorpio; como elemento, el fuego; el día, el martes y el mes, el de octubre; el metal, el cobre; árbol, el cedro y la flor, el clavel; de las aves, corresponde al pelícano. El gules en las armerías de los reyes
y príncipes se llama Marte; en las de los títulos, rubí, y gules en la generalidad de la nobleza.

## Personajes célebres
En España se usa para referirse a Cristóbal Milán de Aragón y Coloma, natural de Játiva (Valencia), fue cuarto conde de Albaida y primer marqués del mismo título, por merced del Rey don Felipe III, fechada el 8 de febrero de 1605. En 1624 ingresó en la Orden de Montesa. Onofre M., que tomó parte en la conquista de la isla de Mallorca. Se distinguió por su ardimiento y valor y fue llamado "el Sabio", en razón de sus muchos conocimientos. Pasó después a la conquista de Valencia en unión de sus parientes Ramón des M. y Hugo des M., hermanos. Los tres fueron heredados en la ciudad de Játiva, obteniendo la baronía de Masalavés, que vendieron, recobrándola después Juan M., según privilegio del rey don Jaime I, dado en Valencia en los idus de mayo de 1247. Cristóbal M. de Aragón y Coloma, natural de Játiva, fue cuarto conde de Albaida y primer marqués del mismo título, por merced del rey don Felipe III, fechada el 8 de febrero de 1605. El 26 de febrero de 1624 ingresó en la Orden de Montesa. Casó tres veces: la primera, con doña Juana Corberán de Leet, Barones de Otanel, y la segunda, en 1608, con doña Francisca de Borja y M. De su tercer enlace nada dicen los autores, pero en varios expedientes de pruebas de nobleza de las Órdenes de Santiago y de Montesa consta que estuvo también casado con doña Juana Ana Ferri y Soler, natural de Montaverner, Valencia (hija de Juan Ferri, natural del mismo lugar, y de doña Angela Soler, natural de Palomar, en el estado de Albaida). Del primer enlace nació Jerónima M. de Aragón y Corberán. Del segundo fue hijo Juan Paulino M. de Aragón y Borja, que sigue. Y del tercer enlace nació José M. de Aragón y Ferri, natural de Valencia, Capitán de Caballos, y Alférez del Almirante de Aragón.
En Italia se usa para referirse a la Associazione Calcio Milan, también conocido como A. C. Milan o Milan, es un club de fútbol italiano de la ciudad de Milán, en la región de Lombardía. Fundado el 16 de diciembre de 1899 por Alfred Edwards bajo el nombre de Milan Foot-Ball & Cricket Club, adoptó su actual denominación en 2003 si bien ya la utilizó desde 1939 con mínimas variaciones. 
Asimismo, el equipo de fútbol Inter de Milán (oficialmente en italiano Football Club Internazionale Milano S.p.A.), más conocido como Internazionale o simplemente Inter, es un club de fútbol de Italia con sede de la ciudad de Milán, capital de la región de Lombardía. 
También puede referirse a otros militares con este apellido, como, por ejemplo, Jaime Milans del Bosch, militar español, teniente general del Ejército de Tierra y capitán general de la III Región Militar, a Milán, hijo de Gerard Piqué y Shakira, a la actriz Ana Milán o Milán, ciudad muy popular en Italia.